# Selham

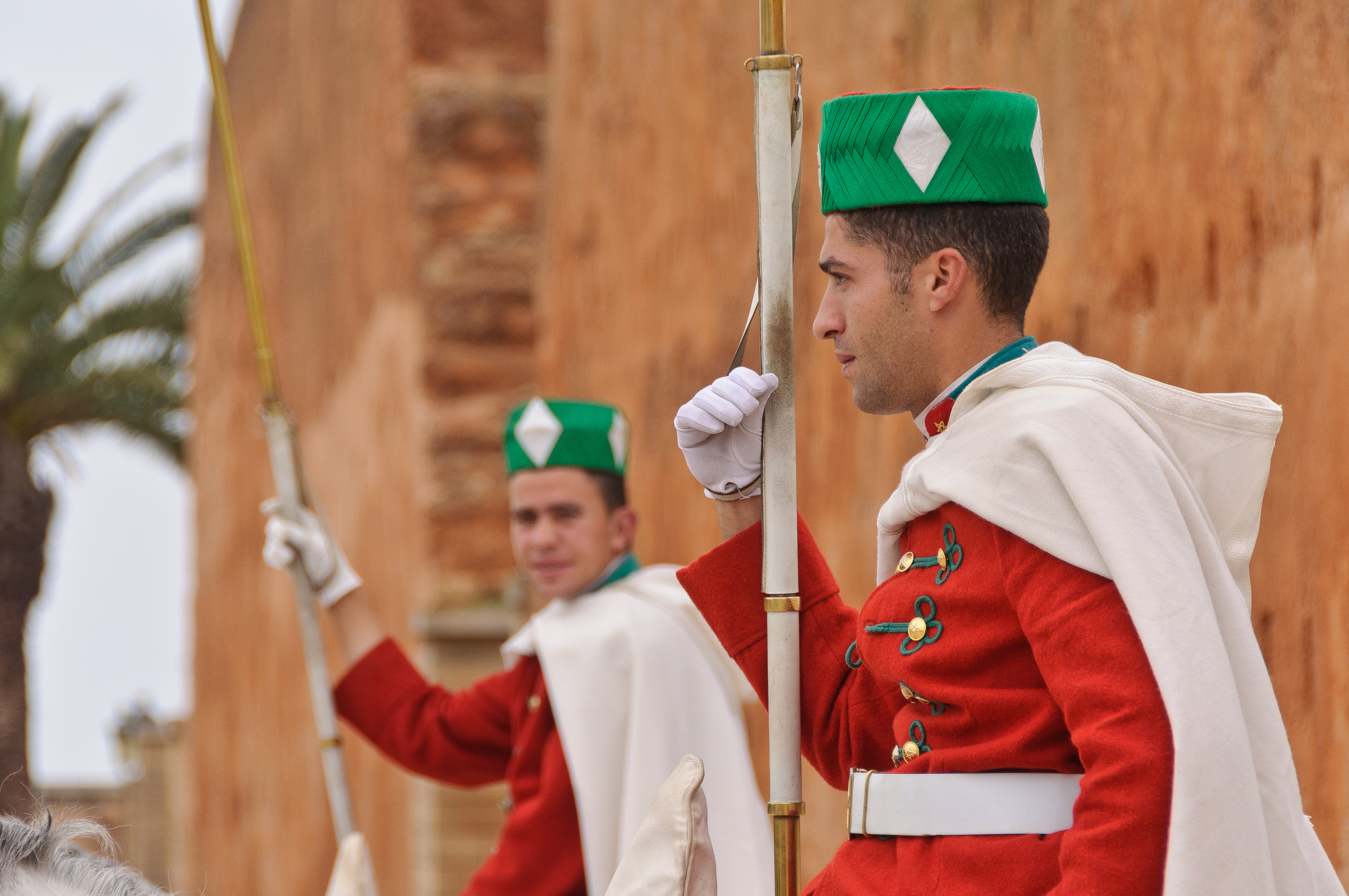
Des hommes de la garde royale marocaine avec des selhams blancs.

Le selham, de son nom complet selham makhnezi, est une tenue traditionnelle marocaine, caractérisée par sa coupe ample et fluide, souvent portée lors de grandes occasions, telles que les mariages, les fêtes religieuses et les événements officiels. Ce vêtement est emblématique de l'héritage vestimentaire marocain et est particulièrement apprécié pour son confort et son élégance. C'est une authentique robe pour hommes, portée par les sultans, les hommes du Makhzen (administration de l'État), les juristes et le grand public, au point que la toilette était considérée comme incomplète sans elle. Aujourd'hui elle est portée par tout les classes social marocaine lors des grandes occasion.
Le selham makhnezi porte une forte charge symbolique au Maroc. Aussi surnommé le vêtement de la fierté, il représente l'attachement aux traditions et à l'héritage culturel du pays.

## Historique
Le selham makhnezi trouve ses origines dans les costumes traditionnels portés par les différentes populations du Maroc, notamment les Berbères et les Arabes. Il est présent au Maroc depuis l'époque d'Ahmed El Mansour Eddahbi, le sixième sultan de la dynastie saadienne, au XVIe siècle.Le selham a ensuite été démocratisé au XIXe siècle par le sultan Hassan Ier, qui l'a rendu populaire parmi toutes les couches de la société marocaine. L’écrivain et officier de marine français Pierre Loti a confirmé l’origine marocaine du selham dans son livre Au Maroc, publié en 1889, dans lequel il décrit le sultan Hassan Ier portant le « selham marocain ». Depuis lors, cette tenue est portée par tous les Marocains, lors des grandes cérémonies et événements religieux, et est devenue un symbole d’identité culturelle.
Les régions de Fès et de Tadla étaient célèbre pour leur fabrications et confections de Selham pendant que certains quartiers de Fès se sont spécialisé dans leur décorations et ornement.

## Description

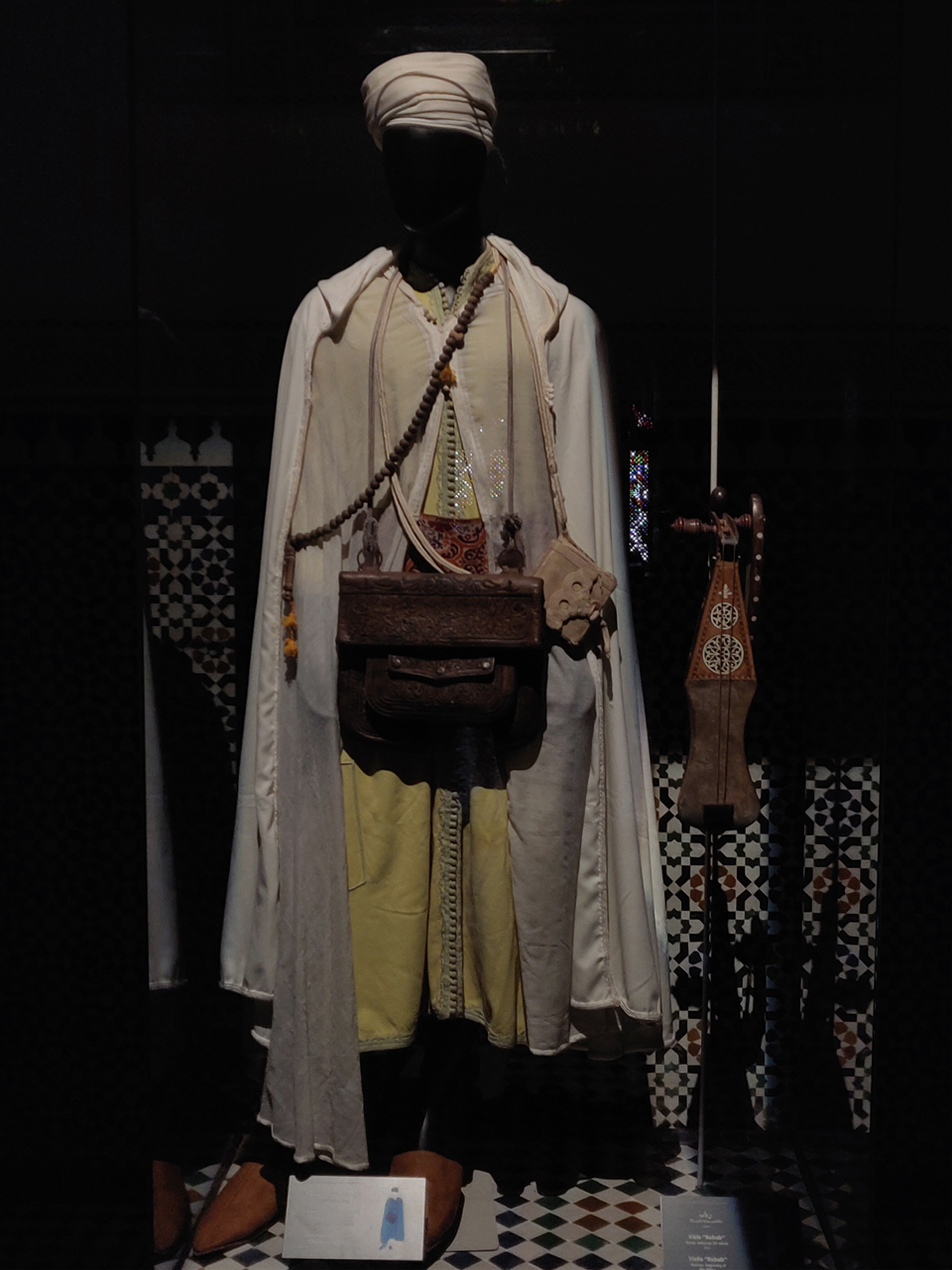
Selham traditionnel exposé au musée Dar Jamaï de Meknes

Le selham makhnezi est généralement fabriqué en laine, en coton ou en tissus plus luxueux comme la soie, selon l'occasion. Il se compose d'une grande cape ample, souvent accompagnée d'une capuche qui peut être tirée sur la tête, le bellouta. Le vêtement est conçu pour offrir une grande liberté de mouvement tout en étant élégant. Les couleurs varient, mais les modèles traditionnels sont souvent clairs, bien que des versions plus sombres existent pour des événements plus formels ou intimes.
Le selham peut être porté avec d'autres vêtements traditionnels marocains, tels que la djellaba ou le kaftan, pour compléter un ensemble plus raffiné. Il est particulièrement apprécié lors des cérémonies religieuses, comme l'Aïd, et lors de rassemblements familiaux ou communautaires.

## Occasions de port
Le selham makhnezi est avant tout un vêtement cérémonial et est porté lors d'occasions spéciales. Il est couramment vu lors des mariages marocains, des fêtes religieuses, des cérémonies publiques et des festivals. Dans ces moments, il est un signe de respect pour la culture marocaine et une manière de rendre hommage à l'histoire du pays. Dans les grandes villes comme Marrakech, Fès ou Meknès, le selham reste un vêtement de prestige porté lors des événements importants. Au XVIe siècle après J.-C., des couleurs ont été ajoutées sur les épaules et au bas du vêtement, en plus de broderies colorées, et jusqu'à présent, les dignitaires et les notables marocains maintiennent le port du salham lors des occasions et des fêtes, en raison du prestige et des manifestations de gloire et de prestige pour les hommes et les femmes.

## Variantes régionales
Bien que le selham soit porté dans tout le Maroc, des variantes régionales existent. Dans les zones rurales et berbères, par exemple, le selham peut être fabriqué avec des tissus locaux et orné de motifs géométriques  ou floraux caractéristiques de ces régions. En revanche, dans les villes plus modernes, le selham est souvent plus simple et plus discret, mais conserve sa coupe distinctive et sa fonctionnalité.